# Imperi de Kanem
L'Imperi de Kanem (700 - 1376) fou un antic estat africà situat al que avui són el Txad i Líbia (Fezzan) i algunes zones orientals del Níger i nord-est de Nigèria. A partir del segle xiv, la seva història és coneguda per la Crònica de Girgam, descoberta el 1851 per l'explorador alemany Heinrich Barth.
L'Imperi Kanem (c. 700-1380) se situava en els actuals països de Txad, Nigèria i Líbia. En el seu apogeu, abastava una àrea que abastava no sols la major part de Txad, sinó també parts del sud de Líbia (Fezzan) i l'est de Níger, el nord-est de Nigèria i el nord de Camerun. L'Imperi Bornu (1380s-1893) va ser un estat en el que avui és el nord-est de Nigèria, amb el temps va arribar a ser encara més gran que Kanem, incorporant àrees que avui són parts de Txad, Níger i Camerun.

## Orígens
Vers el 700 els zaghawa, un grup nòmada de llengua tebu va haver d'emigrar cap a la zona del llac Txad empès per altres pobles; a la zona, hi havia ciutats estat emmurallades del poble so. Sota el lideratge de la dinastia duguwa, els zaghawa van dominar els so, encara que van adoptar molts dels seus costums; la guerra entre zaghawa i sos va seguir de manera residual fins al segle xvi. Una teoria proposa l'estat d'Agisymba, (que existia al segle i) esmentat per Claudi Ptolemeu, com l'antecedent de l'Imperi de Kanem. L'expansió més gran va ocórrer en el regnat del mai (rei) Dunama Dibbalemi de la dinastia Sefuwa, que va regnar de 1221 a 1259. Aquest va ser el primer dels kanuri a convertir-se a l'islam; va declarar la gihad contra les tribus veïnes i va escometre un llarg període de conquesta. Després de consolidar el seu territori al voltant del llac Txad, va envair Fezzan (Líbia) al nord i les terres haussa (Nigèria) a l'oest.
Aquesta expansió va tenir com a objectiu protegir les rutes de mercadeig cap al nord. En créixer el comerç, va augmentar també l'Imperi kanuri. A canvi de teles, sals, minerals i esclaus, els kanuri van rebre coure, armes de foc i cavalls. En el seu apogeu, els kanuri van controlar una part extensa i estratègica del nord d'Àfrica. Totes les rutes comercials del nord d'Àfrica travessaven el seu territori. La cultura dels kanuri va canviar en acréixer-se la seva riquesa. Gradualment, van canviar la seva vida nòmada per una sedentària, amb centres urbans, com ara Anjimi, la primera capital de l'imperi.
Després de la mort de Dunama Dibbalemi, disputes internes van començar a estripar a l'imperi. No obstant això, a principis del segle xv la dinastia Sewufa es va reorientar de Kanem a Bornu, un regne a l'oest del llac Txad. L'imperi va trigar cent cinquanta anys a recuperar la seva estabilitat. El regnat del mai Ali Gaji (1497-1515) va acabar amb la divisió interna de l'imperi. Les seves forces van arrabassar l'antiga capital de Njima a la rebel dinastia Bulala, però malgrat això va establir una nova capital a Ngazargamu. Aquesta revitalització va coincidir amb el col·lapse de l'Imperi songhai, la qual cosa va suposar una afortunada conjuntura per a Kanem-Bornu.
Durant el regnat del mai Idris Aluma (1580-1617), el poder dels kanuri va créixer prou per a permetre'ls restablir la seva autoritat en les terres de Fezzan i dels haussa gràcies a l'ús d'un exèrcit equipat amb mosquets, obtinguts dels otomans. Idris Aluma va ser un altre fervent musulmà que desitjava emprar el seu poder per a estendre l'islam per Àfrica i per això va proclamar gihads per a impulsar les conversions. Va posar els fonaments polític-administratius dels últims dos-cents cinquanta anys de l'imperi.
Quan l'imperi finalment es va enfonsar en els anys 1840, feia temps que s'enfrontava al creixent poder del rival Imperi fulani, situat a l'oest. L'expansió de les potències poders colonials en el continent va rematar al decadent imperi; va ser absorbit pel regne Wadai en 1846.
La història dels kanuri des del mai Dunama Dibbalemi d'ara endavant es denomina el Diwan (cròniques reals) i va ser descoberta en 1850 per H. Barth, un arqueòleg alemany.

## Dinastia zaghawa dels Duguwa
El canvi climàtic va assegurar l'auge del primitiu Imperi Kanem-Bornu, ja que la desertització que va augmentar l'extensió del Sàhara va fer inhabitables algunes zones al voltant del llac Txad, provocant que els pobles nòmades d'aquesta zona naveguessin cap als llocs on finalment se centralitzaria l'imperi.
Kanem estava al límit sud de la ruta transsahariana entre Trípoli el llac Txad. Per aquesta ruta s'importaven esclaus des del sud.:171 Els zaghawa van abandonar la seva vida nòmada i van fundar una capital vers el 700 sota el primer rei (mai) documentat, Sef o Saif; la capital fou N'jimi (que vol dir 'sud' en llengua teda, i va créixer sota el fill de Sef, de nom Dugu, que va donar nom a la dinastia (Duguwa). Els reis (mais) Duguwa foren vistos com a divinitats i van quedar lligats a la institució reial coneguda com a magumi. Tot i futurs canvis, les institucions del magumi i el títol de mai van subsistir mil anys.
La tradició kanuri afirma que Sayf ibn Dhi Yazan va establir un govern dinàstic sobre els nòmades al voltant del segle ix  través de la reialesa divina. Durant el següent mil·lenni, els Mais van governar al Kanuri, que incloïa als Ngalaga, Kangu, Kayi, Kuburi, Kaguwa, Tomagra i Tubu.:165-168
Kanem és esmentat com un dels tres grans imperis de la Regió del Sudan per Al-Yaqubí el 872. Descriu el regne de «els Zaghāwa que viuen en un lloc anomenat Kānim», que incloïa diversos estats vassalls. «Els seus estatges són barraques fetes de joncs i no tenen ciutats». En viure com a nòmades, la seva cavalleria els donava superioritat militar. En el segle x, al-Muhallabi esmenta dues ciutats en el regne, una de les quals era Mānān. El seu rei era considerat diví, perquè es creia que podia «portar la vida i la mort, la malaltia i la salut». La riquesa es mesurava en bestiar, ovelles, vaques, camells i cavalls. A partir del segle xi al-Bakri es refereix al regne com Kanem. En el segle xii Muhammad al-Idrisi va descriure Mānān com «una petita ciutat sense indústria de cap mena i poc comerç». Ibn Sa'id al-Maghribi descriu Mānān com la capital dels reis de Kanem en el segle xiii  a Kanem com un poderós regne musulmà.

## Dinastia Sayfawa
A partir del segle viii, l'islam va penetrar-hi amb els comerciants, berbers i àrabs. Al segle xi, al-Hadi al-Uthmani va predicar l'islam amb molt d'èxit. Vers el 1085, un musulmà de nom Hummay, d'origen teda (tubu), va enderrocar el mai (rei) duguwa Selma i va establir-hi una nova dinastia. Això va comportar grans canvis, ja que la cort es va islamitzar i la política de l'estat es va orientar cap al nord d'Àfrica. La mitologia de l'estat també va canviar i el primer rei, Sef, del qual Hummay hauria estat descendent, fou identificat amb l'heroi iemenita Sayf ibn Dhi Yazan (i la dinastia fou anomenada inicialment Yazànida). La dinastia va agafar al segle xiii el nom de Sefuwa (derivat de Sef = Sayf), però localment fou anomenada Sayfawa. L'islam penetrava al país, però hi havia resistència i molts pobles seguien amb les seves pràctiques animistes, que sembla que tenien el suport de l'antiga dinastia. Al segle xii, els sayfawa havien estès el seu domini a tot el Kanem. N'jimi va créixer considerablement i el poble kanembu s'identificava cada cop més amb la seva dinastia nacional i era la base del seu poder; no obstant això, els mais van viatjar a Bornu, a l'oest del llac on grangers i ramaders reconeixien el seu poder i pagaven tribut. El mai Selma (Abd al-Djalil), que va regnar vers 1182 o 1195 a 1210 o 1220, va incrementar el territori; el seu fill fou el famós Dunama II Dabbalemi.

## MaiDunama Dabbalemi
Durant el regnat del mai Dunama Dabbalemi (vers 1210/1221-1248/1259), Kanem va arribar al cim; amb els seus contactes amb els poders nord-africans, va concertar un establiment al Caire pels seus peregrins cap a la Meca, va declarar la guerra santa contra els seus veïns tribals i va iniciar un període de conquestes; després de consolidar el seu territori a l'entorn del llac Txad, es va estendre cap al Fezzan; a l'oest, la seva influència arribava a Kano; a l'est a l'altiplà d'Ouaddai i al sud als parts del que fou més tard Adamawa. Sens dubte, el control sobre la perifèria era petit però mal que bé existent en forma de tribut efectiu o simbòlic. El 1259, sota aquest rei o el seu successor es va enviar una ambaixada als hàfsides. El sistema del mai era recompensar els caps militars amb el control dels territoris conquerits, però això va facilitar la creació d'una casta hereditària de dirigents regionals nobles, sense lleialtat especial al mai, al qual no devien el poder que havien rebut del pare. A la mort del rei, les tensions entre els seus fills i aquesta noblesa hereditària van portar a la guerra civil i els pobles sotmesos van deixar de pagar tribut.
Així doncs, a la mort de Dunama II, Kanem no va trigar a entrar en una espiral de decadència i, al final del segle xiv, les lluites civils i els atacs exteriors van quasi eliminar l'estat. Els sos, els antics amos del territori, ara revoltats, i els invasors bulales, van matar en la guerra fins a quatre reis o mais entre 1342 i 1352; hi havia nombrosos pretendents al tron i les guerres civils eren constants. La caiguda final fou provocada pels bulales (poble bulala), que venien del llac Fitri a l'est i que el 1376 van expulsar el mai Dawud de la dinastia Sayfawa de la seva capital N'jimi, i vers el 1388 ja dominaven tot Kanem. El poble (anomenat ara kanuris) va haver de retornar a la seva vida nòmada i emigrar a l'oest del llac, al Bornu, on van fundar un nou Imperi de Bornu (vegeu Regne de Kanem-Bornu).

## Llista de reis de Kanem
Dinastia zaghawa de Duguwa
- Sef 	c. 700
- Dugu 	c. 785 (son of Sef, namesake of the dynasty)
- Fune 	c. 835
- Aritso 	c. 893
- Katuri 	c. 942
- Ayoma 	c. 961
- Bula 	c. 1019
- Arki 	c. 1035
- Shu 	c. 1077
- Abd al-Dhel 	c. 1081

Dinastia Sayfawa de Kanem
- Hummay 	1075–1086
- Oumé 1086-1097
- Dunama I 	1097–1140
- Bir I 	1140–1166
- Abdullah I 	1166–1182
- Salmama I o Selma (Abd al-Djalil)	1182–1210
- Dunama II Dabbalemi 	1210–1248
- Kaday I 	1248–1277
- Bir II 	1277–1296
- Ibrahim I 	1296–1315
- Abdullah II 	1315–1335
- Salmama II 	1335–1339
- Kuri I 	1339–1340
- Kuri II 	1340–1341
- Mohammed I 	1341–1342
- Idris I 	1342–1366
- Dawud 	1366–1376
- Othman I 	1376–1379
- Othman II 	1379–1381
- Abu Bakr 	1381–1382
- Omar I 	1382–1387

### Dinastia Sayfawa de Bornu
- Said 	1387–1388[1]
- Kaday II 	1388–1389
- Bir III 	1389-1421
- Othman III 	1421-1422
- Dunama III 	1422-1424
- Abdullah III 	1424-1431
- Ibrahim II 	1431-1439
- Kaday III 	1439-1440
- Dunama V 	1440-1444
- Mohammed II 	1444
- Amr 	1444-1445
- Mohammed III 	1445-1449
- Ghazi 	1449-1454
- Othman IV 	1454-1459
- Omar II 	1459-1460
- Mohammed IV 	1460-1465
- Ali Gazi 	1465-1497
- Idris II 	1497-1515
- Mohammed V 	1515-1538
- Ali I 	1538-1539
- Dunama VI 	1539-1557
- Abdullah III 	1557-1564
- Idris III Alooma 	1564-1596
- Mohammed VI Bukalmarami 	1603-1618
- Ibrahim III 	1618-1625
- Hadj Omar 	1619-1639
- Ali II 	1639-1677
- Idris IV 	1677-1697
- Dunama VII 	1699-1726
- Hadj Hamdan 	1726-1731
- Mohammed VII 	1731-1747
- Dunama VIII Gana 	1747-1750
- Ali III 	1750-1791
- Ahmad 	1791-1808
- Dunama IX Lefiami 	1808-1811
- Mohammed VIII 	1811-1814
- Dunama IX Lefiami (segona vegada) 	1814-1817
- Ibrahim IV 1817-1846
- Ali IV Dalatumi 	1846
- Dinastia Kanembu (sultans de Bornu) 1846